# BFM Music
BFM Music è un'etichetta discografica indipendente fondata nel 2019 a Napoli da Luchè, un noto rapper e produttore musicale italiano. Il nome "BFM" sta per Be a Fam Music, un richiamo all'importanza della comunità e del sostegno reciproco tra gli artisti. L'etichetta si è rapidamente affermata come una delle principali realtà della scena musicale italiana, con una particolare attenzione al rap e all'hip-hop.

## Storia
Fin dalla sua fondazione, BFM Music si è dedicata alla scoperta e alla promozione di nuovi talenti, specialmente tra i giovani artisti napoletani. Luchè, con la sua visione innovativa, ha creato un ambiente in cui gli artisti possono crescere e prosperare, ottenendo riconoscimenti sia nazionali che internazionali.

## Artisti principali
Tra gli artisti di punta dell'etichetta troviamo:
- CoCo: apprezzato per il suo stile unico e le sue liriche profonde.
- Geolier: il cui album di debutto, Emanuele, ha ottenuto un grande successo, venendo certificato disco di platino.
- MV Killa: noto per il suo flow distintivo e le collaborazioni di alto profilo.
- Lele Blade: un artista versatile con una solida fanbase.
- Vale Lambo: celebre per la sua capacità di mescolare diversi generi musicali.
- Shadaloo: un talento emergente che ha rilasciato l'EP Nel Mio Disordine nel 2020, che ha ricevuto critiche positive.

## Produzioni e successi
BFM Music ha prodotto numerosi album e singoli che hanno raggiunto le vette delle classifiche italiane. L'album Emanuele di Geolier è uno dei successi più significativi dell'etichetta. Le produzioni di BFM Music coprono una vasta gamma di generi, mantenendo sempre un alto standard di qualità e innovazione.